# George Keymas
George Keymas (Springfield, 18 novembre 1925 – Palm Beach, 17 gennaio 2008) è stato un attore statunitense.
Ha recitato in oltre 40 film dal 1950 al 1977 ed è apparso in oltre cento produzioni televisive dal 1952 al 1976.

## Biografia
George Keymas nacque a Springfield, in Ohio, il 18 novembre 1925.
Fece il suo debutto sul grande schermo nel 1950, non accreditato, nel film western I Shot Billy the Kid e in televisione nell'episodio The Emperor of Nothing della serie televisiva The Unexpected, andato in onda il 13 agosto 1952. Lavorò quindi in maniera massiva soprattutto per la televisione interpretando moltissimi ruoli in episodi di serie televisive, in particolare durante gli anni 50 e 60.
La sua ultima apparizione sul piccolo schermo avvenne nell'episodio pilota della serie televisiva Alla conquista dell'Oregon, andato in onda il 10 gennaio 1976, che lo vede nel ruolo di  Trenchard, mentre per il grande schermo l'ultima interpretazione risale al film thriller L'altra faccia di mezzanotte del 1977 in cui interpreta il dottor K.
Morì a Palm Beach, in Florida, il 17 gennaio 2008 e fu seppellito al South Florida National Cemetery di Lake Worth.

## Filmografia

### Cinema
- I Shot Billy the Kid, regia di William Berke (1950)
- Border Rangers, regia di William Berke (1950)
- La maschera del vendicatore (Mask of the Avenger), regia di Phil Karlson (1951)
- Actor's and Sin, regia di Ben Hecht, Lee Garmes (1952)
- Nostra Signora di Fatima (The Miracle of Our Lady of Fatima), regia di John Brahm (1952)
- Salomè (Salome), regia di William Dieterle (1953)
- Napoletani a Bagdad (Siren of Bagdad), regia di Richard Quine (1953)
- Fiamme a Calcutta (Flame of Calcutta), regia di Seymour Friedman (1953)
- La tunica (The Robe), regia di Henry Koster (1953)
- La carica dei Kyber (King of the Khyber Rifles), regia di Henry King (1953)
- Bait, regia di Hugo Haas (1954)
- I rinnegati del Wyoming (Wyoming Renegades), regia di Fred F. Sears (1954)
- Cavalcata ad ovest (They Rode West), regia di Phil Karlson (1954)
- Tamburi a Tahiti (Drums of Tahiti), regia di William Castle (1954)
- La spia dei ribelli (The Raid), regia di Hugo Fregonese (1954)
- Gli sterminatori della prateria (The Black Dakotas), regia di Ray Nazarro (1954)
- The Bamboo Prison, regia di Lewis Seiler (1954)
- Il figliuol prodigo (The Prodigal), regia di Richard Thorpe (1955)
- Il paradiso dei fuorilegge (Stranger on Horseback), regia di Jacques Tourneur (1955)
- Kentucky Rifle, regia di Carl K. Hittleman (1955)
- Satank, la freccia che uccide (Santa Fe Passage), regia di William Witney (1955)
- La valanga degli uomini rossi (Apache Ambush), regia di Fred F. Sears (1955)
- Uno straniero tra gli angeli (Kismet), regia di Vincente Minnelli (1955)
- Sakiss, vendetta indiana (The Vanishing American), regia di Joseph Kane (1955)
- I rapinatori del passo (Fury at Gunsight Pass), regia di Fred F. Sears (1956)
- Il mio amante è un bandito (The Maverick Queen), regia di Joseph Kane (1956)
- Duello al Passo Indio (Thunder Over Arizona), regia di Joseph Kane (1956)
- La terra degli Apaches (Walk the Proud Land), regia di Jesse Hibbs (1956)
- La figlia del capo indiano (The White Squaw), regia di Ray Nazarro (1956)
- Il pistolero dell'Utah (Utah Blaine), regia di Fred F. Sears (1957)
- Il cavaliere della tempesta (The Storm Rider), regia di Edward Bernds (1957)
- Il guerriero apache (Apache Warrior), regia di Elmo Williams (1957)
- La strada della rapina (Plunder Road), regia di Hubert Cornfield (1957)
- Duello a Rio Bravo (Gunfire at Indian Gap), regia di Joseph Kane (1957)
- Cole il fuorilegge (Cole Younger, Gunfighter), regia di R.G. Springsteen (1958)
- Johnny, l'indiano bianco (The Light in the Forest), regia di Herschel Daugherty (1958)
- Pistole calde a Tucson (Gunsmoke in Tucson), regia di Thomas Carr (1958)
- Vivi con rabbia (Studs Lonigan), regia di Irving Lerner (1960)
- Solo sotto le stelle (Lonely Are the Brave), regia di David Miller (1962)
- Il ballo delle pistole (He Rides Tall), regia di R.G. Springsteen (1964)
- I pistoleri maledetti (Arizona Raiders), regia di William Witney (1965)
- Beau Geste, regia di Douglas Heyes (1966)
- 7 volontari dal Texas (Journey to Shiloh), regia di William Hale (1968)
- L'altra faccia di mezzanotte (The Other Side of Midnight), regia di Charles Jarrott (1977)

### Televisione
- The Unexpected – serie TV, un episodio (1952)
- Hopalong Cassidy – serie TV, un episodio (1954)
- The Lone Wolf – serie TV, un episodio (1954)
- Stories of the Century – serie TV, un episodio (1954)
- The Lineup – serie TV, un episodio (1954)
- Soldiers of Fortune – serie TV, un episodio (1955)
- Frontier – serie TV, un episodio (1955)
- Crusader – serie TV, episodio 1x23 (1956)
- I segreti della metropoli (Big Town) – serie TV, 2 episodi (1956)
- Star Stage – serie TV, un episodio (1956)
- The Ford Television Theatre – serie TV, 2 episodi (1956)
- 77º Lancieri del Bengala (Tales of the 77th Bengal Lancers) – serie TV, episodio 1x04 (1956)
- Studio 57 – serie TV, 2 episodi (1956-1957)
- Navy Log – serie TV, episodio 2x29 (1957)
- Avventure in elicottero (Whirlybirds) – serie TV, un episodio (1957)
- Corky, il ragazzo del circo (Circus Boy) – serie TV, episodio 2x05 (1957)
- Broken Arrow – serie TV, un episodio (1957)
- Cheyenne – serie TV, 2 episodi (1957-1958)
- Zorro – serie TV, 2 episodi (1958)
- The Adventures of Jim Bowie – serie TV, 2 episodi (1958)
- Colt .45 – serie TV, un episodio (1958)
- The Restless Gun – serie TV, episodi 1x04-1x31 (1957-1958)
- Mike Hammer – serie TV, un episodio (1958)
- Tombstone Territory – serie TV, un episodio (1958)
- General Electric Theater – serie TV, 2 episodi (1957-1958)
- Disneyland – serie TV, un episodio (1958)
- Trackdown – serie TV, un episodio (1958)
- Playhouse 90 – serie TV, 2 episodi (1957-1958)
- Bronco – serie TV, episodio 1x07 (1958)
- Behind Closed Doors – serie TV, un episodio (1958)
- Yancy Derringer – serie TV, un episodio (1958)
- Tales of the Texas Rangers – serie TV, un episodio (1958)
- Letter to Loretta – serie TV, 3 episodi (1958-1959)
- U.S. Marshal – serie TV, un episodio (1959)
- Le avventure di Rin Tin Tin (The Adventures of Rin Tin Tin) – serie TV, 7 episodi (1955-1959)
- 26 Men – serie TV, episodi 1x39-2x22-2x23 (1958-1959)
- Black Saddle – serie TV, un episodio (1959)
- Markham – serie TV, un episodio (1959)
- I racconti del West (Zane Grey Theater) – serie TV, un episodio (1959)
- Westinghouse Desilu Playhouse – serie TV, episodio 2x03 (1959)
- Man with a Camera – serie TV, episodio 2x07 (1959)
- Alfred Hitchcock presenta (Alfred Hitchcock Presents) – serie TV, un episodio (1959)
- Startime – serie TV, un episodio (1959)
- Il tenente Ballinger (M Squad) – serie TV, un episodio (1960)
- The Deputy – serie TV, un episodio (1960)
- Peter Gunn – serie TV, episodio 2x20 (1960)
- Overland Trail – serie TV, un episodio (1960)
- The Texan – serie TV, episodio 2x26 (1960)
- Lo sceriffo indiano (Law of the Plainsman) – serie TV, episodio 1x29 (1960)
- The Slowest Gun in the West – film TV (1960)
- Johnny Ringo – serie TV, un episodio (1960)
- Shotgun Slade – serie TV, un episodio (1960)
- Ai confini della realtà (The Twilight Zone) – serie TV, un episodio (1960)
- Maverick – serie TV, 2 episodi (1959-1960)
- The Brothers Brannagan – serie TV, un episodio (1961)
- Scacco matto (Checkmate) – serie TV, episodio 1x19 (1961)
- The Islanders – serie TV, 2 episodi (1960-1961)
- Le leggendarie imprese di Wyatt Earp (The Life and Legend of Wyatt Earp) – serie TV, 2 episodi (1960-1961)
- Carovana (Stagecoach West) – serie TV, episodio 1x24 (1961)
- The Tall Man – serie TV, un episodio (1961)
- Hawaiian Eye – serie TV, episodio 2x37 (1961)
- The Bob Cummings Show – serie TV, un episodio (1961)
- Tales of Wells Fargo – serie TV, 4 episodi (1957-1962)
- Laramie – serie TV, 4 episodi (1959-1962)
- Frontier Circus – serie TV, un episodio (1962)
- Corruptors (Target: The Corruptors) – serie TV, episodio 1x26 (1962)
- Have Gun - Will Travel – serie TV, 2 episodi (1958-1963)
- Gli intoccabili (The Untouchables) – serie TV, 2 episodi (1961-1963)
- Combat! – serie TV, 2 episodi (1963)
- Death Valley Days – serie TV, 2 episodi (1960-1964)
- Il virginiano (The Virginian) – serie TV, episodio 2x24 (1964)
- Carovane verso il west (Wagon Train) – serie TV, 6 episodi (1958-1964)
- Gli uomini della prateria (Rawhide) – serie TV, 2 episodi (1961-1964)
- Honey West – serie TV, episodio 1x03 (1965)
- La legge di Burke (Burke's Law) – serie TV, episodio 3x06 (1965)
- Bonanza – serie TV, 3 episodi (1959-1966)
- Il ladro (T.H.E. Cat) – serie TV, episodio 1x01 (1966)
- Shane – serie TV, episodio 1x06 (1966)
- Viaggio in fondo al mare (Voyage to the Bottom of the Sea) – serie TV, 2 episodi (1965-1966)
- Kronos - Sfida al passato (The Time Tunnel) – serie TV, episodio 1x14 (1966)
- Laredo – serie TV, 2 episodi (1965-1966)
- Pistols 'n' Petticoats – serie TV, un episodio (1967)
- Organizzazione U.N.C.L.E. (The Man from U.N.C.L.E.) – serie TV, un episodio (1967)
- Winchester 73 – film TV (1967)
- Cimarron Strip – serie TV, episodio 1x01 (1967)
- Gli invasori (The Invaders) – serie TV, un episodio (1967)
- Selvaggio west (The Wild Wild West) – serie TV, 3 episodi (1966-1967)
- F.B.I. (The F.B.I.) – serie TV, 2 episodi (1966-1967)
- Custer – serie TV, un episodio (1967)
- Hondo – serie TV, episodio 1x15 (1967)
- Mannix – serie TV, un episodio (1967)
- Ai confini dell'Arizona (The High Chaparral) – serie TV, episodio 1x22 (1968)
- La grande vallata (The Big Valley) – serie TV, un episodio (1968)
- Daniel Boone – serie TV, 3 episodi (1966-1969)
- Lancer – serie TV, 2 episodi (1968-1969)
- Ironside – serie TV, 2 episodi (1967-1970)
- Mistero in galleria (Night Gallery) – serie TV, un episodio (1972)
- Due onesti fuorilegge (Alias Smith and Jones) – serie TV, un episodio (1972)
- The Six Million Dollar Man: Wine, Women and War – film TV (1973)
- Gunsmoke – serie TV, 9 episodi (1961-1974)
- Dirty Sally – serie TV, un episodio (1974)
- L'uomo da sei milioni di dollari (The Six Million Dollar Man) – serie TV, un episodio (1975)
- Barbary Coast – serie TV, un episodio (1975)
- Alla conquista dell'Oregon (The Oregon Trail) – serie TV, un episodio (1976)